# Peloribates nishinoi
Peloribates nishinoi är en kvalsterart som beskrevs av Aoki 1977. Peloribates nishinoi ingår i släktet Peloribates och familjen Haplozetidae. Inga underarter finns listade i Catalogue of Life.